# Pontus Widegren
Pontus Widegren (Danderyd, 14 oktober 1990) is een Zweedse golfer.

## Amateur
In 2008 werd Widegren uitgeroepen tot 'Best Sportsman in US Junior Golf'. Hij studeerde van 2010-2013 aan de Universiteit van Californië) in Los Angeles. Zijn eerste college-titel behaalde hij al in oktober 2010 toen hij de Ping-Golfweek Preview in Oklahoma speelde.  Zijn team won niet, maar Widegren was na drie rondes de enige speler die onder par eindigde en won individueel.
Hij was de vierde speler ooit die vier keer in de Palmer Cup speelde en hij vertegenwoordigde zijn land in twaalf internationale toernooien. Als amateur had hij handicap +5.

### Overwinningen
- 2010: Ping-Golfweek Preview (214, -2)
- 2012: CSU San Marco Fall Classic, 198 (-18 in 54 holes)

### Teamdeelnames
- Junior World Cup: 2007
- Palmer Cup: 2010, 2011, 2012 (winnaars), 2013
- Eisenhower Trophy: 2008, 2010
- St Andrews Trophy: 2010 (winnaars)
- NCAA Regionals: 2013
- European Team Championship

## Professional
Widegren werd medio 2013 professional na een periode waarin hij 2013 als amateur al enkele toernooien op de Challenge Tour mocht spelen. Het werd meteen zijn beste jaar tot nu toe, met een tweede plaats in de Norwegian Challenge. 2014 werd zijn eerste volledige rookie-jaar. Hij behield zijn Tourkaart voor de Challenge Tour in 2015 en 2016. In 2017 en 2018 kwam hij uit de op Europese PGA Tour. Vanaf 2020 speelt hij voornamelijk op de toernooien van de Nordic Golf League.